# Бернарду I (маніконго)
Бернарду I (порт. Bernardo I) або Нзінґа Мвемба (кон. Nzinga Mwemba; 1534 — 10 квітня 1566) — одинадцятий маніконго центральноафриканського королівства Конго.
Прийшов до влади після вбивства його брата, короля Афонсу II. Воював із племенем ́яка, в битві з яким загинув 1566 року. Вже за два роки ́яка завоювали майже всю територію королівства Конго.